# Набизаде, Камран Тельман оглы
Камран Тельман оглы Набизаде (азерб. Kamran Telman oğlu Nəbizadə; род. 5 февраля 1971 года, Баку, Азербайджанская ССР) — азербайджанский государственный деятель. Депутат Милли Меджлиса Азербайджана V созыва.

## Биография
Кямран Набизаде родился 5 февраля 1971 года в г. Баку в семье известного нефтяника Тельмана Набиева. В 1992 году окончил экономический факультет Московского государственного университета им. М. В. Ломоносова по специальности «экономист», «финансовый специалист». 
Затем проходил стажировку в турецком банке «Garanti».
В 2001 году окончил факультет внешнеэкономических связей Всероссийской академии внешней торговли по специальности «специалист по мировой экономике».  Доктор экономических наук.
С 1992 по 1993 год являлся референтом экономического отдела центрального аппарата Партии национальной независимости Азербайджана, главным экономистом научно-производственной и торговой компании «Bəhrə».
С 1993 по 1997 год работал инженером, главным специалистом, заместителем начальника Управления внешнеэкономических связей Государственной нефтяной компании Азербайджана.
С 1997 по 2004 год являлся вице-президентом компании «Лукойл Марин Интернешнл», начальником азербайджанского главного представительства.
С 2004 по 2006 год являлся заместителем директора компании «NVF-Consulting Co İnc».
В 2006 году являлся главным советником экономического отдела, заместителем начальника отдела контроля за исполнением государственных и международных программ Министерства промышленности и энергетики Азербайджана.
С 2006 по 2007 год являлся заместителем начальника управления Государственной нефтяной компании Азербайджана.
С 2007 года занимался предпринимательской деятельностью. С 2007 по 2015 год являлся председателем совета директоров ООО «NKH».
1 ноября 2015 года избран депутатом Милли Меджлиса  по 107 избирательному округу Газахского района. Депутат парламента Азербайджана V созыва (2015—2020).
Являлся заместителем председателя комитета по природным ресурсам, энергетике и экологии, членом комитета молодёжи и спорта, дисциплинарной комиссии парламента, руководителем рабочей группы по межпарламентским связям «Азербайджан - Литва». Член азербайджанской делегации в Парламентской ассамблее ОБСЕ.
Генеральный директор ОАО «Азербайджанская промышленная корпорация» (с 6 ноября 2017).
Президент Азербайджанской федерации поднятия тяжестей (с 28 сентября 2023). 